# Internazionali di Tennis di Baviera 2006
Gli Internazionali di Tennis di Baviera 2006 sono stati un torneo di tennis giocato sulla terra rossa. È stata la 91ª edizione del torneo, facente parte della categoria International Series nell'ambito dell'ATP Tour 2006. Si è giocato a Monaco di Baviera in Germania, dall'1 all'8 maggio.

## Campioni

### Singolare
Olivier Rochus ha battuto in finale  Kristof Vliegen per 6-4, 6-2.

### Doppio
Andrei Pavel /  Alexander Waske hanno battuto in finale  Alexander Peya /  Björn Phau per 6-4, 6-2.